# التعارض بين الأدلة الشرعية
التعارض بين الأدلة الشرعية في علم أصول الفقه هو: «تقابل الدليلين على وجه الممانعة». بشرط تساوي الدليلين في الثبوت، والقوة، واتحادهما في الحكم وفي الوقت. ويتضمن كيفية عمل المجتهد في الجمع بين الأدلة، أو التقديم، وغير ذلك وفق ضوابط منهجية للإستدلال.

## معنى التعارض بين الأدلة

### التعريف اللغوي
التعارض لغة: من مادة (ع ر ض) ولها عدة معانٍ أهمها:
1. عكس الطول: فيقال عريض.
2. ويقال عارضت فلاناً أي سرت حياله وعارضته مثل ما صنع.

والمعنى الثاني هو الأقرب إلى المعنى الاصطلاحي الذي سنتعرف عليه فيما بعد.

أما الدليل لغة فهو: الأمارة في الشيء، كما يعني كذلك المرشد.

## التعارض بين الأدلة عند علماءأصول الفقه
الدليل هو ما يرشد إلى الحكم الشرعي مثلا نقول الصلاة واجبة الدليل هو الذي أرشدنا إلى القول بالوجوب.
أما تعريف التعارض فقد تعددت تعريفاته عند العلماء، نختار منها:
1. السرخسي(ت483هـ):«تقابل الحجتين على سبيل المدافعة والممانعة»، وانتُقِدَ هذا التعريف لأن فيه حشواً فالمدافعة هي الممانعة.[2]
2. عبد العزيز البخاري (ت730هـ): «تقابل الحجتين على السواء لا مزية لأحدهما في حكمين متضادين».[3]
3. الزركشي(ت794): «تقابل الدليلين على سبيل الممانعة».[4]

وتعريف الزركشي أفضل من تعريف السرخسي وأوجز، غير أننا نختار التعريف الثاني، لأنه فصَّل وذكر قيد المساواة بين الدليلين والتضاد بين الحكمين.
وجمهور الأصوليين على أن التعارض والتعادل والمعارضة بمعنى واحد.

## حقيقة التعارض بين الأدلة
وفي الحقيقة لا يوجد تعارض حقيقي بين الأدلة الشرعية، غير أن النصوص قد تطرأ عليها عوامل من خلالها يظهر لنا أن بينها تعارض وهذا التعارض عائد إلى فهوم الفقهاء، لذلك يسميه العلماء التعارض الظاهري لا الحقيقي، أو بمعنى: أنه لا تناقض في الأدلة الشرعية، فلا يمكن أن تجد آية تقول كذا حلال وأخرى تقول حرام.

## أسباب وجود التعارض الظاهري
هناك أربعة أسباب عامة، وهي العائدة إلى السند واللفظ والفهم والأدلة المختلف فيها، وقد تتداخل هذه الأسباب فيما بينها وتتشابك.
1. الأسباب العائدة إلى السند:

وهذه الأسباب لا يمكن تصورها في القرآن الكريم؛ لأنه قطعي الثبوت، لكنها موجودة بكثرة في دليل السنة النبوية -الآحاد-، وقد تتعارض الأحاديث وفقاً لاختلاف المحدثين والأصوليين في بعض المسائل.
من هذه المسائل اختلافهم في بعض الرواة وهذا يؤدي إلى التعارض بين الأحاديث، إضافةً إلى هذا اختلاف العلماء في الأخذ بالحديث المرسل، فذهب جمهور المحدثين إلى عدم قبوله، وذهب أبوحنيفة ومالك وأحمد في أشهر روايتيه والمعتزلة إلى أنه مقبول.
وأحياناً يخالف خبر الآحاد خبراً مشهوراً، وذلك مثل تعارض حديث: «من كانت له طلبةً عند أخيه فعليه البينة، والمطلوب أولى باليمين، فإن نكل حلف الطالب وأخذ.» وهذا حديث آحاد عارض الحديث المشهور: «البينة على المدعي واليمين على من أنكر.» وهذا تعارض 
2- الأسباب العائدة إلى اللفظ:
هذه الأسباب حصرها الرازي في خمسة أسباب واحتمالات وهي: احتمال الاشتراك والنقل والمجاز والإضمار والتخصيص. وتفصيلها كما يلي:
- الاشتراك: اللفظ المشترك هو اللفظ الدال على معنيين مختلفين أو أكثر دلالة على السواء.[9] واحتمال الاشتراك يؤدي إلى التعارض بين الأدلة ومثاله: قوله تعالى: ﴿وَالْمُطَلَّقَاتُ يَتَرَبَّصْنَ بِأَنفُسِهِنَّ ثَلاَثَةَ قُرُوَءٍ... ﴾ (228) سورة البقرة. فالجمهور على أن القرء الطهر، والحنفية على أنه الحيض، وقد حشد كل فريق أدلته لذلك وهذا يؤدي بالضرورة إلى توهم التعارض بين هذه الأدلة.
- النقل: اللفظ المنقول هو لفظ وُضع لمعنى بعد وضعه لمعنى آخر أولاً، مثل: لفظ الصلاة كان يطلق على الدعاء ثم بمجيء الإسلام أصبح يطلق على الأفعال المخصوصة شرعاً. ولم نقف على مثال للتعارض بين الأدلة بسبب احتمال النقل. كما لم يذكر الرازي مثالاً عن ذلك.
- احتمال المجاز: المجاز هو: اللفظ المستعمل في معنى غير موضوع له. وهو عكس الحقيقة.

وهكذا قد يتوهم أحد الفقهاء المجاز وغيره يحمل اللفظ على الحقيقة. ومثال المجاز: تعارض حديث «لاصلاة لمن لم يقرأ بفاتحة الكتاب» وحديث المسيء صلاته حيث قال له النبي صلى الله عليه وسلم:«ثم اقرأ ما تيسر من القرآن» ولم يأمره بقراءة الفاتحة، فكان التعارض ظاهراً، لذلك ذهب الحنفية إلى حمل الحديث الأول على المجاز فقالوا لا صلاة كاملة لمن لم يقرأ بفاتحة الكتاب.
- الإضمار: اللفظ المضمر هو اللفظ المحذوف الذي له أثر في الكلام. ولم يذكر الرازي أي مثال عنه.
- احتمال التخصيص: إن احتمال التخصيص وعدمه يجعل المجتهد يتوهم وجود التعارض بين الدليل العام والدليل الخاص. وأمثلته كثيرة منها: أن الحنفية يرون تعارض حديث «من بدل دينه فاقتلوه» مع حديث نهى رسول الله صلى الله عليه وسلم عن قتل النساء والصبيان، فذهبوا إلى عدم قتل المرتدة، وخالفهم الجمهور.[11]

هذه خمسة أسباب ذكرها الرازي يضاف لها أسباب مثل:
- الإطلاق والتقييد: والدليل المطلق يعارض في الظاهر الدليل المقيد، ومثاله: تعارض قوله تعالى:﴿...وَأُمَّهَاتُكُمُ اللاَّتِي أَرْضَعْنَكُمْ وَأَخَوَاتُكُم مِّنَ الرَّضَاعَةِ...﴾ (23) سورة النساء. مع الأحاديث التي تقيد عدد الرضعات المحرمة. فذهب الحنفية والمالكية إلى أن مطلق الرضاع يحرم، وذهب غيرهم إلى تقييد العدد.[12]
- التعارض بسبب دلالات الألفاظ: قد تتعارض دلالات الألفاظ ويختلف الفقهاء في الترجيح، مثل: تعارض قوله تعالى: ﴿... وَعلَى الْمَوْلُودِ لَهُ رِزْقُهُنَّ وَكِسْوَتُهُنَّ بِالْمَعْرُوفِ...﴾ (233) سورة البقرة وحديث الذي سأل النبي صلى الله عليه وسلم عن أحق الناس بصحبته فأجابه أمك أمك أمك ثم أبوك. فالآية تدل بالإشارة إلى أولوية الأب في حق النفقة من مال الابن إذا كان الأب فقيراً، فقال المالكية بأولوية الأب، بينما ذهب الجمهور إلى تقديم الأم على الأب عملا بظاهر الحديث.[13]

3- الأسباب العائدة إلى الفهم:
إن أفهام المجتهدين تتفاوت وهذا أمر فطري مما يؤدي إلى احتمال التعارض.
وهذا الأمر موجود عند الصحابة رضوان الله عليهم، مثاله: ما روي من أن النبي تزوج بميمونة وهو محرم وفي رواية أخرى وهو حلال، فتفاوتت روايات الصحابة فدل على أهمية اختلاف الفهم في ظهور التعارض بين الأدلة.
4- الأسباب العائدة إلى المصادر المختلف فيها مثل:
- الاستحسان: يكفي أنه خلاف القياس وهذا ما يجعله مدعاة للتعارض مثل: القول بطهر سؤر الطير استحساناً يخالف القياس. ويمكن القول بأن الاستحسان ترجيح بين قياسين لذا يدخله بعض الأصوليين في باب الترجيح.[15]
- المصالح المرسلة: كما ذكرنا يختلف تقديرها من مجتهد لآخر، وهذا نلمسه في تعرف الدبوسي لها بأنها «ما لو عرض على العقول تلقته بالقبول» [16]
- العرف: نظراً لتغيره مكاناً وزماناً، ومثاله: تعارض فتوى المتأخرين من الحنفية بجواز أخذ الأجرة على الإمامة اعتماداً على العرف، تتعارض مع فتاوى السلف بعدم أخذ الأجرة على ذلك.[17]
- عمل الصحابي: مثاله: تعارض قضاء عثمان بن عفان بتوريث المطلقة بائناً في مرض موت المُطلِّق، وهذا مخالف للأدلة الدالة على عدم توريث المبتوتة مطلقاً.[18]
- عمل أهل المدينة مثل: تعارض عملهم في منع خيار المجلس مع حديث «البيعان بالخيار مالم يتفرقاً».فكان عمل المدينة سبباً للتعارض.

## كيفية درأ التعارض
إذا ظهر التعارض الظاهري، فلا بد من الجمع أو احتمال النسخ أو الترجيح، وفي هذا يقول الإمام ابن العاصم الغرناطي، صاحب نظم «مرتقى الوصول»:
يقصد انحتم الترجيح.

## روابط داخلية
أصول الفقه